# Shin Jae-hwi
Shin Jae-hwi (kor. 신재휘; ur. 17 lutego 1994) – południowokoreański aktor.

## Życiorys
Shin Jae-hwi studiował w Korea National University of Arts.

## Kariera
Shin Jae-hwi rozpoczął swoją karierę aktorską w 2016 roku występując w musicalu Legendary Little Basketball Team.

## Filmografia
| Rok  | Tytuł              | Rola         | Źr.         |
| ---- | ------------------ | ------------ | ----------- |
| 2020 | More Than Family   | Jang Ho-hoon | [ 3 ]       |
| 2022 | Honest Candidate 2 | Go Geon-sik  | [ 4 ] [ 5 ] |

### Seriale
| Rok  | Tytuł                    | Rola          | Źr.    |
| ---- | ------------------------ | ------------- | ------ |
| 2020 | XX                       | Seo Tea-hyeon | [ 6 ]  |
| 2020 | The Good Detective       | Park Hong-doo | [ 7 ]  |
| 2020 | Nobody Knows             | Oh Doo-seok   | [ 8 ]  |
| 2020 | Yeosin-gangnim           | Lee Sung-yong | [ 9 ]  |
| 2022 | Aukcja                   | Chang-soon    | [ 10 ] |
| 2022 | Jedz, kochaj, zabijaj    | Lee Jin-geun  | [ 11 ] |
| 2022 | Juvenile Justice         | Seo-bum       | [ 12 ] |
| 2022 | All of Us Are Dead       | Chang-hoon    | [ 13 ] |
| 2023 | Tell Me That You Love Me | Jung Mo-dam   | [ 14 ] |
| 2023 | Niezwykli                | Bang Ki-soo   | [ 15 ] |

## Teatr
| Rok  | Tytuł                            | Rola    | Źr.          |
| ---- | -------------------------------- | ------- | ------------ |
| 2016 | Legendary Little Basketball Team | Ji-hoon | [ 2 ] [ 16 ] |